# Метью Болінг
Метью Болінг (англ. Matthew Boling; нар. 20 червня 2000) — американський легкоатлет, який спеціалізується на спринті.

## Спортивні досягнення
Чемпіон світу з естафетного бігу 4×400 метрів серед чоловіків (2023, виступав у попередньому забігу).
Чемпіон світу зі змішаного естафетного бігу 4×400 метрів (2023).
Срібний призер чемпіонату світу в приміщенні з естафетного бігу 4×400 метрів (2024)
Чемпіон Світових естафет зі змішаного естафетного бігу 4×400 метрів (2024).
Срібний призер чемпіонату світу серед юніорів з естафетного бігу 4×400 метрів (2018, виступав у попередньому забігу).
Фіналіст (6-і місця) чемпіонатів США з бігу на 200 метрів (2022) та 400 метрів (2023).
Ексрекордсмен світу зі змішаного естафетного бігу 4×400 метрів — 3.08,80 (2023).